# La Chapelle-Heulin
La Chapelle-Heulin (bretonisch: Chapel-Huelin) ist eine französische Gemeinde mit 3443 Einwohnern (Stand: 1. Januar 2022) im Département Loire-Atlantique in der Region Pays de la Loire; sie gehört zum Arrondissement Nantes und zum Kanton Vallet. Die Einwohner werden Huelinois(es) genannt.

## Geografie
La Chapelle-Heulin liegt etwa 22 Kilometer östlich von Nantes. Umgeben wird La Chapelle-Heulin von den Nachbargemeinden Le Loroux-Bottereau im Norden, Le Landreau im Norden und Nordosten, Vallet im Osten, Le Pallet im Süden, La Haie-Fouassière im Südwesten sowie Haute-Goulaine im Westen.
La Chapelle-Heulin gehört zum Weinbaugebiet Sèvre-et-Maine und ist bekannt für Muscadet- und Gros-Plant-Weine. Durch die Gemeinde führt die Route nationale 249.

## Bevölkerungsentwicklung
| Jahr      | 1962 | 1968 | 1975 | 1982 | 1990 | 1999 | 2006 | 2017 |
| --------- | ---- | ---- | ---- | ---- | ---- | ---- | ---- | ---- |
| Einwohner | 1216 | 1212 | 1307 | 1800 | 1838 | 1859 | 2715 | 3263 |

## Sehenswürdigkeiten
- Kirche Saint-Eutrope
- Kapelle Saint-Joseph
- Grotte von La Bernadière